# ロンドン・ブリッジ・スタジオ
ロンドン・ブリッジ・スタジオ (London Bridge Studio) は、シアトルにある録音スタジオである。1985年以来、数々の影響力あるアーティストやプロデューサー、エンジニアを迎えている。リック・パラシャーとラジ・パラシャー兄弟のプライベート・スタジオとして創設され、パール・ジャムが1991年にリリースしたマルチプラチム・デビューアルバム『ten』で一躍有名になった。
1980年代後半から90年代にかけてのシアトルにおける音楽の勃興は、ロンドン・ブリッジ・スタジオでレコーディングされたアルバムによってもたらされた部分が大きい。マザー・ラブ・ボーン、テンプル・オブ・ザ・ドッグ、アリス・イン・チェインズらその時代に影響力があったバンドは、みなロンドン・ブリッジ・スタジオでシアトル時代の作品をレコーディングをしている。サウンドガーデンの『ラウダー・ザン・ラヴ』（1989年）およびパール・ジャムの『ten』（1991年）は、ともにスタジオに世界的な高名をもたらした。その後の10年ではブラインド・メロンやキャンドルボックス、アンリトゥン・ロウ、デフォルト、3ドアーズ・ダウンなどもレコーディングに使用している。
音響設計は著名なスタジオ設計者であるジェフ・ターナー（リトル・マウンテン・スタジオ、パインウッド・スタジオなど）によるもので、460平米、上昇式天井、強固なウッドフローリング、れんが壁、贅沢なライブ音響をその特徴としている。スタジオ内にはライブ・ルーム、コントロール・ルーム、オーバーダブ用ルーム、キッチン付きラウンジがある。
2005年9月にジェフ・オットとジョナサン・プラムがリック・パラシャーとラジ・パラシャー兄弟からロンドン・ブリッジ・スタジオを買い取り、地元および国内の音楽業界のレコーディング用に貸し出している。また、従来のバンドやミュージシャンの他にも、ビデオ・ゲームやテレビ放送用のオーディオ収録事業にも乗り出している。
2013年にエリック・リラヴォアが第3のオーナーとして参加。